# Gripe russa de 1977
A gripe russa de 1977 foi uma pandemia de influenza relatada pela primeira vez pela União Soviética em 1977 e durou até 1979. O surto no norte da China começou em maio de 1977, um pouco antes do que na União Soviética. A pandemia afetou principalmente a população com menos de 25 ou 26 anos de idade, resultando em aproximadamente 700.000 mortes em todo o mundo. Foi causada por uma cepa da gripe H1N1 que se assemelhava muito a uma cepa de vírus que circulou em todo o mundo de 1946 a 1957. A análise genética e várias características incomuns da gripe russa de 1977 levaram muitos pesquisadores a especular que o vírus foi liberado para o público por meio de um acidente de laboratório.

## História
Em maio de 1977, um surto de gripe ocorreu no norte da China, incluindo Liaoning, Jilin e Tianjin. A cepa foi isolada e determinada por pesquisadores chineses como sendo H1N1, que afetou principalmente alunos de escolas de ensino fundamental e médio que não tinham imunidade ao vírus H1N1. Os sintomas clínicos foram relativamente leves. Outras áreas na China continental e em Hong Kong também foram afetadas nos meses seguintes.
No mesmo ano, a cepa H1N1 foi detectada na Sibéria logo após o surto na China e se espalhou rapidamente pela União Soviética. A União Soviética foi o primeiro país a relatar o surto à Organização Mundial da Saúde (a República Popular da China não era membro da OMS até 1981) e, portanto, a pandemia foi chamada de "gripe russa".
Em 1977, a gripe russa atingiu o Reino Unido. O vírus chegou aos Estados Unidos em janeiro de 1978. O primeiro surto nos EUA foi relatado em uma escola secundária em Cheyenne, onde a taxa de morbidade era superior a 70%, mas envolvia apenas estudantes. Embora infecções tenham sido observadas em escolas e bases militares em todos os EUA, houve poucos relatos de infecção em pessoas com mais de 26 anos e a taxa de mortalidade em indivíduos afetados foi baixa.
Desde o final de 1977, a cepa H1N1 começou a co-circular com a cepa H3N2 em humanos (tornando-se gripe sazonal mais tarde).

## Virologia
Depois de 1957, a cepa H1N1 não estava circulando ao redor do mundo até seu reaparecimento em 1977. A cepa de 1977 era quase idêntica (mas não igual) à cepa dos anos 1950. Devido a esse fato, junto com outras características incomuns, como a gripe afetou amplamente a população mais jovem, os pesquisadores acreditavam amplamente que o vírus vazou para o público em um acidente de laboratório (pode ter sido mantido congelado em algum laboratório antes). No entanto, a Organização Mundial da Saúde, bem como cientistas na China e na União Soviética, negaram a teoria do vazamento em laboratório.
Outras teorias de origem do vírus, como a liberação deliberada do vírus como uma arma biológica por cientistas soviéticos ou um teste de vacina, também existem. Por outro lado, certas reanálises das sequências genéticas do H1N1 indicam que a cepa reemergente de 1977 estava circulando por aproximadamente um ano antes da detecção.

## Mortalidade
A gripe russa tem mortalidade relativamente baixa, com cerca de 5 mortes em cada 100.000 habitantes, menos do que a gripe sazonal típica (cerca de 6 em cada 100.000 habitantes). A maioria das pessoas infectadas tinha menos de 26 ou 25 anos. Cerca de 700.000 pessoas morreram devido à pandemia de gripe russa em todo o mundo. Mas alguns estimam que o número de mortos seja tão baixo quanto 10.000.